# Krister Hagen
Krister Hagen (Kristiansand, 12 januari 1989) is een Noors wielrenner die anno 2018 rijdt voor Team Coop. Hij is de broer van voetballer Steffen Hagen.

## Carrière
In 2017 behaalde Hagen zijn eerste UCI-overwinning toen hij de eerste etappe in de Ronde van Oost-Bohemen won. De leiderstrui die hij daaraan overhield raakte hij in de tweede en laatste etappe kwijt aan Kamil Zieliński. Eerder dat jaar won hij het bergklassement in de Kreiz Breizh Elites.
In 2018 won Hagen de Trofej Umag, voor Tom Baylis en Dušan Rajović. Een week later stond hij aan de start van de Istrian Spring Trophy, waarin hij na de tweede rit in lijn de leiderstrui overnam van Kasper Asgreen. In de laatste etappe verdedigde hij zijn leidende positie met succes, waardoor hij Matej Mugerli opvolgde op de erelijst.

## Overwinningen
2017
Bergklassement Kreiz Breizh Elites
1e etappe Ronde van Oost-Bohemen
2018
Trofej Umag
Eindklassement Istrian Spring Trophy

## Ploegen
- 2012 –  OneCo-Mesterhus Cycling Team (vanaf 1-4)
- 2013 –  OneCo Cycling Team
- 2014 –  Team Øster Hus-Ridley
- 2015 –  Team Coop-Øster Hus
- 2016 –  Team Coop-Øster Hus
- 2017 –  Team Coop
- 2018 –  Team Coop

Aalrust · Aasvold · Bekken · Bendixen · Blikra · Hagen · Höög · Kjemhus · Ludvigsson · Lukkedahl · Trondsen · Tunset